# Les Mées (Sarthe)
Les Mées település Franciaországban, Sarthe megyében. Lakosainak száma 105 fő (2022. január 1.). Les Mées Saint-Rémy-du-Val, Saosnes, Thoigné, Thoiré-sous-Contensor, Courgains, Louvigny és René községekkel határos.

## Népesség
A település népességének változása:
| Lakosok száma | 105  | 104  | 100  | 97   | 95   | 98   | 102  | 105  |
|               | 2013 | 2015 | 2017 | 2018 | 2019 | 2020 | 2021 | 2022 |